# البلدوزر (فلم)
البلدوزر هو فيلم مصري عرض عام 1992، بطولة يوسف منصور، وشيرين سيف النصر، وجميل راتب، ومن إخراج حسام الدين مصطفى.

## قصة الفيلم
يتزوج تاجر العملة الكبير (برهان) من (شيرين) التي تصغره بسنوات، يضيق عليها الخناق، وبعد استقدامه (منصور) ابن صديقه بهدف معاونته في مواجهة خصومه، يُعجب منصور بزوجة برهان الذي يكتشف علاقتهما فيأمر أعوانه بتشويه وجه شيرين ويعتدون على منصور، ويقرر بعد تعافيه العودة والانتقام من برهان ورجاله وإنقاذ شيرين.

## طاقم التمثيل
- يوسف منصور: (منصور)
- شيرين سيف النصر: (شيرين)
- جميل راتب: (برهان)
- محمد توفيق
- زكريا سليمان
- محمد عتريس
- عبد المنعم النمر
- عادل هلال
- صالح العويل
- علي ثابت
- يسري محمود
- محمد صبح
- ناصر أمين
- محمد نجم
- نادية حمدي
- أحمد قاسم
- رضا عثمان
- أسامة فؤاد

## فريق العمل
- إخراج: حسام الدين مصطفى
- قصة: يوسف منصور
- سيناريو وحوار: مدحت عبد القادر
- مدير التصوير: إبراهيم صالح
- مونتاج: فكري رستم
- إنتاج: قط القاهرة فيلم
- توزيع داخلي: أفلام النصر (محمد حسن رمزي)
- توزيع خارجي: قط القاهرة فيلم

## وصلات خارجية
- البلدوزر على موقع الدهليز
- البلدوزر على موقع قاعدة بيانات الأفلام العربية